# Utjonosti plody
Utjonosti plody (russisk: Учёности плоды) er en russisk spillefilm fra 2021 af Igor Ugolnikov.

## Medvirkende
- Sergej Bezrukov som Sergej Trofimov
- Nastasja Kerbengen som Marija Sjjiller
- Fjodor Bondartjuk som Bespalov
- Igor Ugolnikov som Antipov
- Anastasija Melnikova som Ljudmila Antipova